# La Borne
La Borne (französisch für Der Poller) ist ein isolierter Klippenfelsen im Géologie-Archipel vor der Küste des ostantarktischen Adélielands. Er liegt südwestlich der Carrel-Insel und südlich der Îlot des Hydrographes.
Französische Wissenschaftler benannten ihn 1977 deskriptiv.